# Comuna de Kartuzy
Kartuzy (polaco: Gmina Kartuzy) é uma gminy (comuna) na Polónia, na voivodia de Pomerânia e no condado de Kartuski. A sede do condado é a cidade de Kartuzy.
De acordo com os censos de 30 de Junho 2005, a comuna tem 30 993 habitantes, com uma densidade 150,3 hab/km².
No princípio dos anos 70, decidiu-se que, perante a abundância do fruto, se devia organizar o Festival da Colheita do Morango. O acontecimento tem lugar ao ar livre e decorre anualmente, no primeiro domingo de Julho. O Festival da Colheita do Morango é o maior acontecimento da região, atraindo todos os anos dezenas de milhares de visitantes. A venda de cerca de duas toneladas de morangos num só dia, em 2005, atesta bem a popularidade do festival.

## Área
Estende-se por uma área de 205,28 km², incluindo:
- área agricola: 42%
- área florestal: 46%

## Demografia
Dados de 30 de Junho 2004:
|                      | Total   | Total | Mulheres | Mulheres | Homens  | Homens |
| -------------------- | ------- | ----- | -------- | -------- | ------- | ------ |
|                      | pessoas | %     | pessoas  | %        | pessoas | %      |
| População            | 30 850  | 100   | 15 667   | 50,8     | 15 183  | 49,2   |
| Densidade (pop./km²) | 150,3   | 100   | 76,3     | 76,3     | 74      | 74     |

De acordo com dados de 2005, o rendimento médio per capita ascendia a 1685,69 zł.

## Comunas vizinhas
- Chmielno, Linia, Przodkowo, Sierakowice, Somonino, Stężyca, Szemud, Żukowo